# 普拉纳布·慕克吉
普拉纳布·慕克吉（1935年12月11日—2020年8月31日）是第13任印度总统，于2012年7月25日就任，成为首位孟加拉人印度总统。他在政坛已经活跃了超過40年，曾任国防部长、外交部长和财政部长等职。他于2019年被印度总统拉姆·纳特·科温德（Ram Nath Kovind）授予印度最高平民荣誉-印度国宝勋章（Bharat Ratna）。

## 生平
他生于英属印度孟加拉省的一个孟加拉人家庭，信仰印度教。他父亲 Kamada Kumar Mukherjee 在印度独立时期是名印度国大党成员，并在英国监狱里被关押了10多年，父亲后来从1952年至1964年是西孟加拉议会 (WBLC)的议员。
慕克吉首先进入在比尔布姆县苏里镇的 Suri Vidyasagar College 学院学习，后来获得加尔各答大学的历史与政治学硕士学位，他也拥有加尔各答大学的法学学位。
他是加尔各答副总会计师（邮电局）办公室的高级职员。1963年，他成为加尔各答Vidyanagar学院政治学讲师（助理教授）。

## 公職生涯

### 財政部長
慕克吉首次擔任印度財政部長是在1982年英迪拉·甘地（Indira Gandhi）政府任職期間。他於1982–83年提出了自己的首個年度預算。 他的第一個任期是為改善政府財政狀況以及成功歸還印度最後一筆國際貨幣基金組織第一筆貸款所做的工作。 慕克吉於1982年簽署信，任命曼莫漢·辛格（Manmohan Singh）為印度儲備銀行行長。
慕克吉於2009年再次擔任印度財政部長。他提出了2009、2010和2011年的年度預算。2010-11年度預算包括該國的第一個明確目標，即削減公共債務佔GDP的比例，慕克吉的目標是 2012-13財年的預算赤字佔GDP的比重減少了4.1％，而2008-09財年為6.5％。
他实施了许多税制改革，包括取消附加福利税(印度)和商品交易税。他在任职期间实施了商品和服务税。這些改革受到主要公司高管和經濟學家的好評。 然而，一些經濟學家批評追溯性稅收的引入。[55]
慕克吉為包括賈瓦哈拉爾·尼赫魯國家尼赫魯全國市區重建任務在內的多個社會部門計劃提供了資金。 他還支持增加預算以提高識字率和醫療保健水平。 他擴大了基礎設施計劃，例如國家公路發展計劃。 在他任職期間，電力覆蓋面也得到了擴大。 慕克吉還重申了對財政謹慎原則的承諾，因為一些經濟學家對他任職期間不斷增加的財政赤字表示擔憂，這是自1991年以來的最高水平。慕克吉宣布政府支出的增加只是暫時的。
2010年，他被《新兴市场报》(Emerging Markets)，一家世界银行和国际货币基金组织（IMF）的日报评为“亚洲的年度最佳财政部长”。

### 國防部長
國會黨於2004年再次執政時，曼莫漢·辛格（Manmohan Singh）任命慕克吉為印度國防部長。慕克吉一直任職至2006年。他在任期內擴大了與美國的合作。 《印度時報》在维基解密泄露美国外交电报事件上進行了報導，並指出美國對印度武裝部隊的“統一領導”充滿了讚美。 慕克吉在2005年6月簽署了為期十年的印美防禦框架協議。
儘管與美國加強了合作，但慕克吉仍堅稱俄羅斯將繼續是印度的“最高”國防夥伴。 他聲稱，“俄羅斯在過去幾年中並一直將繼續是印度最大的國防夥伴”，同時在2005年在莫斯科舉行的印度－俄羅斯政府間軍事技術合作委員會（IRIGC-MTC）第五屆會議開幕式。
俄羅斯和印度於2005年10月在拉贾斯坦邦舉行了首次聯合反恐戰爭演習。 俄羅斯外交部宣布希望在印度進行隨後的聯合軍事演習，並在俄羅斯領土上進行進一步聯合演習。

### 工商部長
慕克吉三次擔任印度商務部長。 他的第一次任職期間是1980年至1982年在英迪拉·甘地政府，以及第二次的1984年。 他在1990年代的第三次任職期間，為建立世界貿易組織(WTO)的談判做出了重大貢獻。

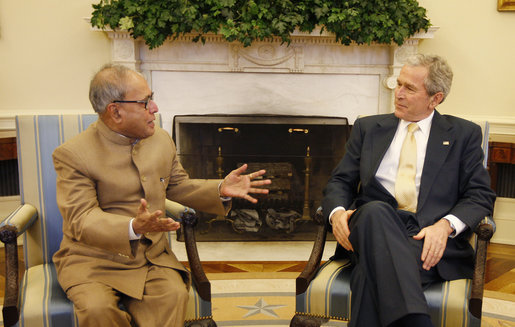
外交部长普拉纳布·慕克吉与美国总统乔治·布什，摄于2008年。

### 外交部長

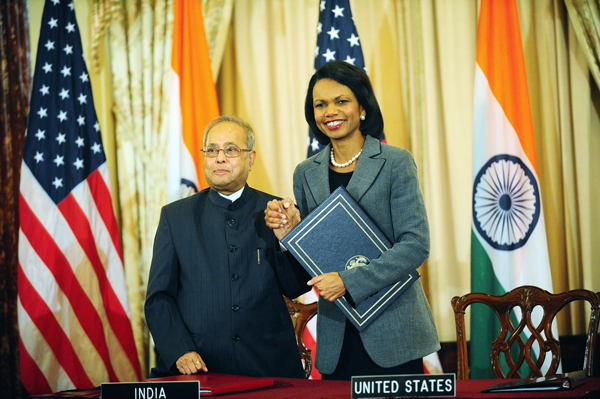
在签署《印美民用核協議》后，外交部长普拉纳布·慕克吉与美国国务卿康多莉扎·赖斯一起合影。

慕克吉於1995年被任命為印度外交部長。在慕克吉的領導下，印度成為納拉辛哈·拉奧（Narasimha Rao）倡導的印度东望政策的东南亚国家联盟的“全面對話夥伴”。 慕克吉於1996年離職。
他的第二個任期於2006年開始。他負責與美國政府，然後與核供應國集團成功簽署了《印美民用核協議》，儘管印度尚未簽署《不扩散核武器条约》，但仍允許印度參與民用核貿易。 在2008年孟買連環恐怖襲擊之後，慕克吉在動員世界輿論反對巴基斯坦發揮了關鍵作用。 一年後，他辭去了印度財政部的職務。

### 其他職位
慕克吉（Mukherjee）曾是加爾各答的印度統計研究所所長。 他還擔任過以下職務：Rabindra Bharati大學和Nikhil Bharat Banga Sahitya Sammelan的主席兼校長； Bangiya Sahitya Parishad和Bidhan Memorial Trust的受託人。 他還曾在亞洲學會計劃委員會任職。

## 印度总统

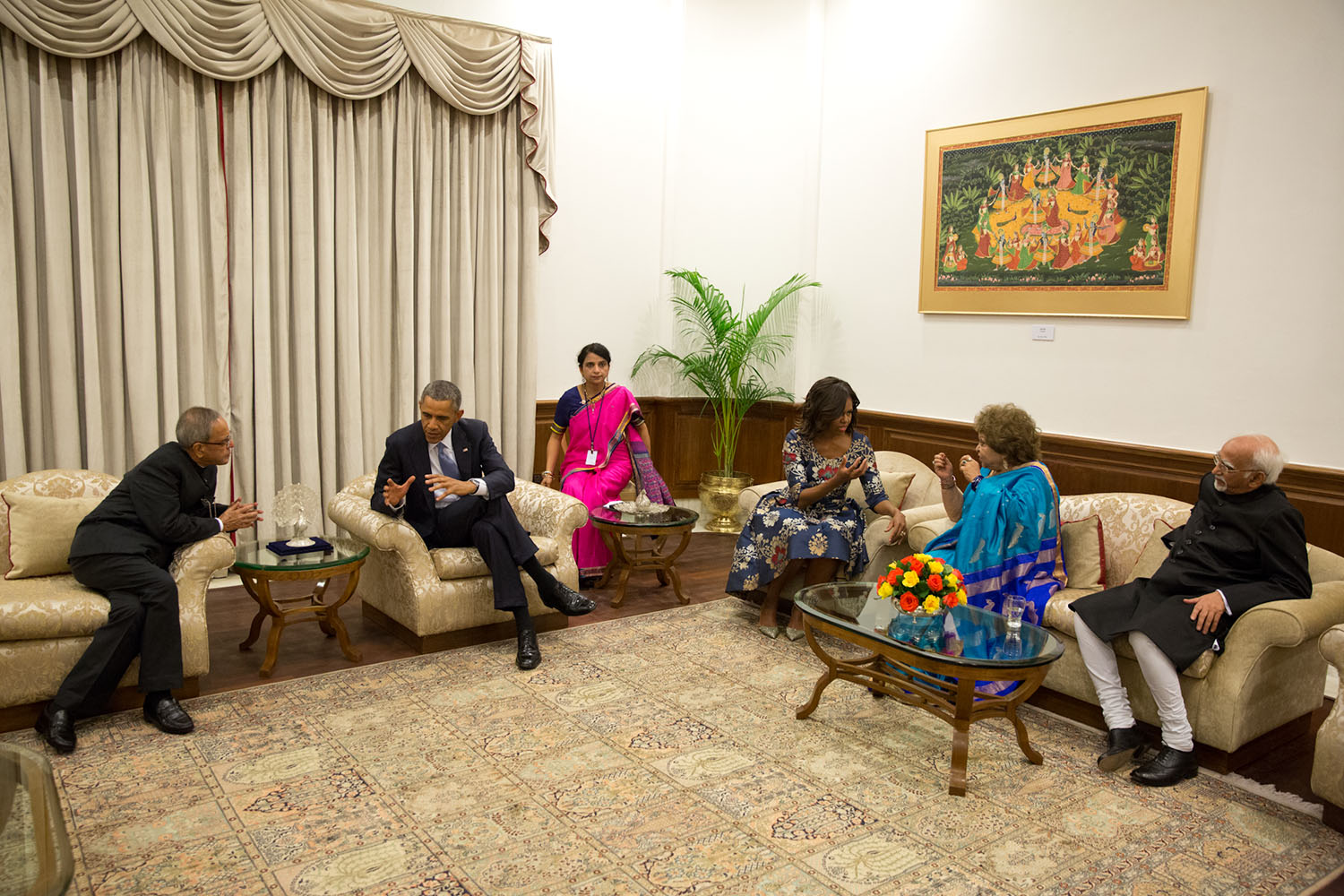
慕克吉與副總統穆罕默德·安薩里會見美國總統巴拉克·奧巴馬與第一夫人米歇爾·奧巴馬

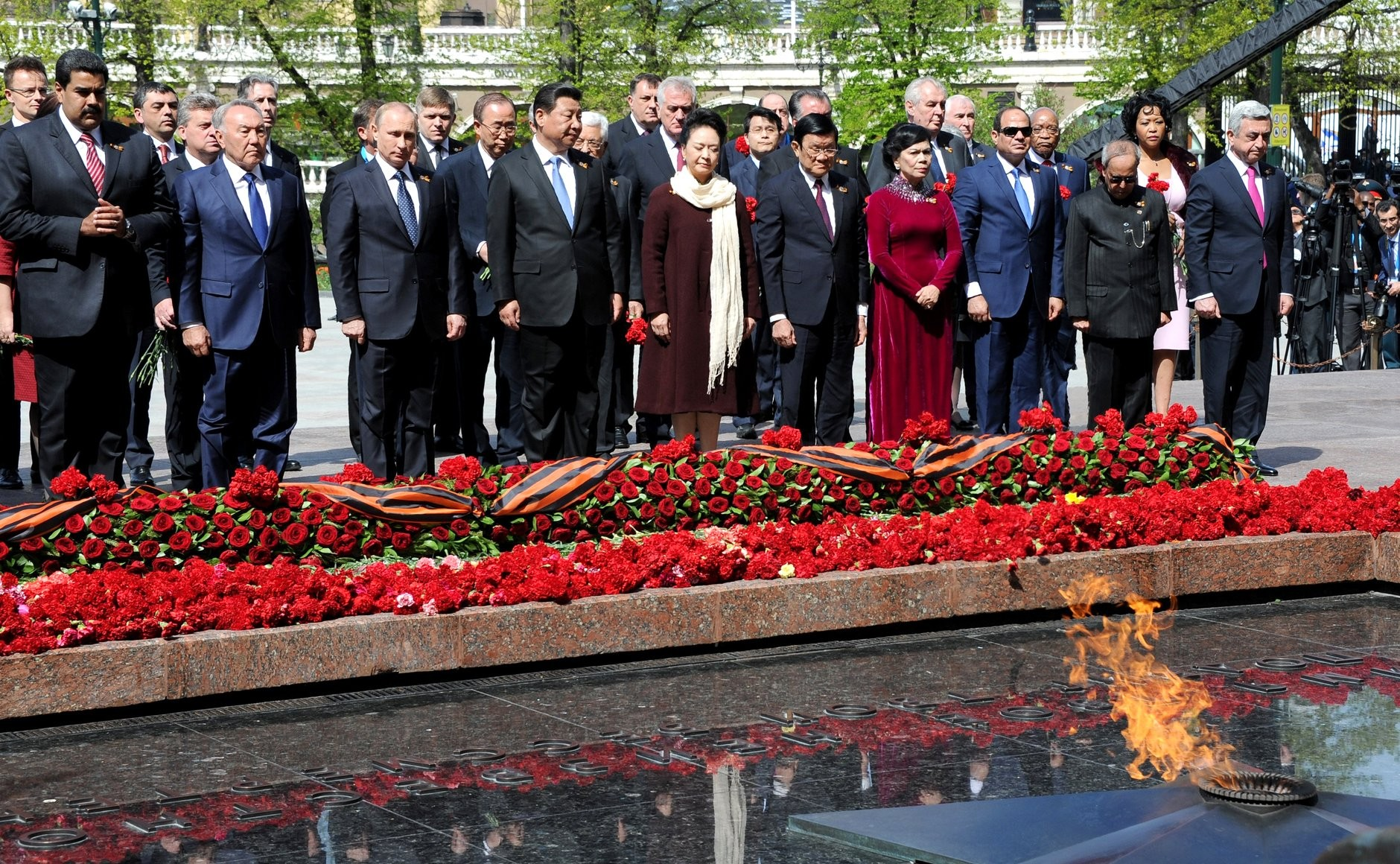
慕克吉與俄羅斯總統普丁、中國國家主席習近平與第一夫人彭麗媛、南非總統祖馬、越南國家主席張晉創、埃及總統塞西、委內瑞拉總統馬杜洛。

2012年6月15日，他被团结进步联盟提名为总统候选人，他的竞争对手是来自国民民主联盟（NDA）的P.A. Sangma（独立人士，1996年至1998年担任国会下院议长）。
总统选举由国会两院议员及各邦议会议员组成的选举团选出。今年的选举团包括4120名省议员和776名国会议员，议员手中握有的选票依各自选区人口多寡而异，今年有总数为109万8000张选票。总统选举于7月19日举行，结果于7月22日公布。他获得了713,763张选举票赢得选举，对手Sangma获得了315,987张选票。
慕克吉於2012年7月25日由印度首席大法官主持下宣誓就職，成為首位擔任印度總統職位的孟加拉族的人。
國會主席索尼娅·甘地（Sonia Gandhi）和總理曼莫汉·辛格（Manmohan Singh）都祝賀普拉纳布·慕克吉當選總統。前共產黨領導人索姆納特·查特吉（Somnath Chatterjee）稱慕克吉為“印度最優秀的議員和政治家之一”，並說該國“擁有最高職位的最能幹的人。”　 反對黨領袖沙拉德·亞達夫（Sharad Yadav）宣布“該國需要一位像慕克吉这样的總統” 　　德里首席部長希拉·迪克希特（Sheila Dikshit）發表評論說，慕克吉將是“最明智的總統之一”。 她進一步驚訝於反對派中的政黨都支持慕克吉的事實。“甚至国民民主联盟（NDA）也破裂了，想投票選舉普拉纳布·慕克吉為總統”。  據報導，印度人民党（BJP）在其立法成員對慕克吉的跨界投票支持感到“震驚”和“沮喪”。但是，BJP黨主席尼丁·加德卡里（Nitin Gadkari）祝賀慕克吉，並說：“我衷心祝賀普拉纳布·慕克吉今天當選印度新總統。” 加德卡里進一步宣布：“我相信這個國家將取得進一步的發展和進步。我祝他一切順利，並擁有美好的未來。”
2017年1月，慕克吉宣布自己不會參加“ 2017年總統選舉”，理由是“年迈和健康不佳”。

## 个人生活
1957年7月13日，他与Suvra Mukherjee结婚，两人生育了两个儿子Abhijit、Indrajit和一个女儿Sharmistha Mukherjee。
他本人受邓小平的影响很大并经常引用他。他喜欢阅读、园艺种植与音乐。
他的女兒沙姆沙達·慕克吉（Sharmistha Mukherjee）是一位北印度舞（Kathak）的舞者和印度国民大会党的政治家。

## 病逝
2020年8月31日，慕克吉因感染2019冠狀病毒病在新德里的一家军事医院病逝。享年84岁。
印度政府宣佈在8月31日至9月6日之間進行為期7天的全国哀悼日，同時在所有建築物上的國旗將降半旗。 西孟加拉邦政府於第二天宣布關閉國營辦公室，以表示敬意。
葬禮於第二天（即9月1日）下午2點在Lodhi Road火葬場舉行，並獲得了全面国葬榮譽。

## 荣誉

### 国家荣誉
- 莲花赐勋章（Padma Vibhushan），2008年印度第二高平民奖[43]。
- 印度国宝勋章（Bharat Ratna），2019年印度最高平民奖[43]。

### 学术荣誉
- 2011年他获得英国伍爾弗漢普頓大学（University of Wolverhampton）的荣誉文学博士[44]。
- 2012年3月又獲得印度阿萨姆大学（Assam University）荣誉文学博士[45]。
- 2014年11月28日，加尔各答大学荣誉博士学位[46]
- 2015年10月15日，於以色列耶路撒冷希伯來大學獲得荣誉博士學位[47]。
- 2016年11月3日，於尼泊爾加德滿都大學獲得荣誉博士學位[48][49]。